# Evropský hokejový pohár 1986/1987
22. ročník hokejového turnaje European Cupu.Vítězem turnaje se stala CSKA Moskva.

## Předkolo
- St. Bucureşti (Rumunsko) - CSKA Septemvrijsko zname Sofija (Bulharsko) 14:0, 6:2

## 1. kolo
- IL Stjernen Fredrikstad (Norsko) - Durham Wasps (Velká Británie) 14:3, 9:4
- GSIJ Groningen (Nizozemsko) - SC Dynamo Berlin (NDR) 2:2, 3:6
- Steaua Bucureşti - HK Partizan Bělehrad (Jugoslávie) 2:2, 4:5 PP
- HC Mont-Blanc (Francie) - HC Merano (Itálie) 9:1, 3:3 (první utkání nakonec 0:5 K, kvůli neoprávněnému startu 2 hráčů)

## 2. kolo
- IL Stjernen Fredrikstad - Tappara Tampere (Finsko) 0:10, 0:13
- SC Dynamo Berlin - HC Lugano (Švýcarsko) 2:5, 1:1
- HK Partizan Bělehrad - Polonia Bytom (Polsko) 2:5, 1:9
- HC Merano - Klagenfurter AC (Rakousko) 9:11, 4:8

## 3. kolo
- Tappara Tampere - CSKA Moskva (SSSR) 2:8, 5:7 (obě utkání v Tampere)
- HC Lugano - Kölner EC (NSR) 4:2, 4:5
- Polonia Bytom - TJ VSŽ Košice 1:4 (1:4,0:0,0:0) 5. února 1987
- TJ VSŽ Košice - Polonia Bytom 3:2 (1:0,1:2,1:0) 12. února
- Klagenfurter AC - Färjestad BK (Švédsko) 6:5, 4:6 PP (obě utkání v Klagenfurtu)

## Finále
(24. - 27. září 1987 v Luganu)
- 1. CSKA Moskva - 5 bodů
- 2. TJ VSŽ Košice - 4 body
- 3. Färjestad BK - 3 body
- 4. HC Lugano - 0 bodů

## Utkání Košic ve finálové skupině
- HC Lugano - TJ VSŽ Košice 4:5 (0:1,1:2,3:2) 24. září
- CSKA Moskva - TJ VSŽ Košice 9:0 (3:0,3:0,3:0) 25. září
- TJ VSŽ Košice - Färjestad BK 5:4 (0:2,4:2,1:0) 27. září